# Argentina Sono Film
Argentina Sono Film S.A.C.I. (Selección Mentasti Editor en el segell del logotip) va ser un estudi cinematogràfic argentí, fundat en 1933. Actualment funciona com productora i distribuïdora de cinema.

## Història

### Primera dècada, naixement i ascens
Luis José Moglia Barth, qui havia dirigit algunes pel·lícules mudes, li va proposar a do Ángel Mentasti, un important comerciant de pel·lícules, la realització d'un llargmetratge sonor amb tangos en la trama.
D'aquesta proposta naixia l'Argentina Sono Film. Aquesta primera pel·lícula portaria per títol precisament Tango!. Es tracta d'una cavalcada musical, és a dir, una successió de números musicals, en què intèrprets populars, que ja eren coneguts pel públic, es lluïen cantant i actuant. Per a la pel·lícula Mentasti va contractar a Azucena Maizani, Luis Sandrini, Libertad Lamarque, Mercedes Simone, Tita Merello, Pepe Arias, Alberto Gómez, Alicia Vignoli, Meneca Tailhade i Juan Sarcione. També intervenen les orquestres de Juan de Dios Filiberto, Osvaldo Fresedo, Pedro Maffia, Edgardo Donato, Ernesto Ponzio i Juan D’Arienzo.
Així, ¡Tango! (1933) va ser el primer llargmetratge de la Sono Film, i va anar també el primer amb so òptic del país. Alguns autors suggereixen que altres films sonors, usant la mateixa tecnologia, ja estaven acabats abans que es realitzés Tango, però el fet cert és que va ser la primera a estrenar-se. Luis José Moglia Barth dirigiria aquest mateix any Dancing (1933) una altra pel·lícula musical sobre tangos, de la qual no es compta amb còpies actualment.
La tercera producció de ASF, també dirigida per Luis José Moglia Barth, serà Riachuelo (1934), que acabaria de consagrar a Luis Sandrini com a estrella del cinema del moment.
Aquest i altres estrenes van ser material d'exportació, portats a Espanya. Va dirigir també per a la Sono Film:
¡Goal! (1936), Amalia (1936), Melodías porteñas (1937), Melgarejo (1937), El último encuentro (1938), Senderos de fe (1938), Doce mujeres (1939), Una mujer de la calle (1939), Con el dedo en el gatillo (1940), Huella (1940), Confesión (1940).
Entre aquestes destaquen Amalia, que va ser la primera versió sonora d'una important novel·la argentina (de José Mármol), Melodías porteñas (que era un altre musical de tango), Con el dedo en el gatillo (un policial) i Huella (un film d'ambient històric rural).
Cap a 1935 més d'un director debutava en el sonor realitzant pel·lícules per a ASF. Arturo S. Mom que només havia dirigit en 1930 un film mut, debutava en el so dirigint Monte criollo (1935) un thriller, amb fotografia de Francis Boeniger (qui també havía treballat a Riachuelo i tornaria a treballar per a la companyia) i escenografies art déco a càrrec de Juan Manuel Concado (qui venia exercint-se com a director d'art des dels començaments, en Tango! i les que li van seguir). Tornarà a dirigir per a la companyia en 1936 la comèdia Loco lindo.
També Mario Soffici dirigia El alma del bandoneón (1935), un melodrama musical, de to tanguista, amb Llibertat Lamarque i Santiago Arrieta.
Més tard tornarà a dirigir per a la ASF, durant els anys trenta Puerto Nuevo (1935), Cadetes de San Martín (1937), Viento Norte (1937), Kilómetro 111 (1938), El viejo doctor (1939) i Cita en la frontera (1940).
En els seus primers films no sols va demostrar un estil poc comú per al seu temps, sinó que ja anticipava també algunes de les seves preocupacions socials, però no serà fins a deixar la Sono Film que es consagrarà amb Prisioneros de la tierra, pel·lícula que no podria haver realitzat en el marc del sistema d'estudis.
Cap a 1936 feia la seva aparició Luis César Amadori que dirigia al costat de Mario Soffici, Puerto Nuevo. Amadori venia del teatre i era a més crític d'espectacles i compositor de tangos. Després dirigiria nombroses produccions de la Sono com El pobre Pérez (1937), Maestro Levita (1938), Madreselva (1938), Caminito de gloria (1939) i El haragán de la familia (1940).
Totes les seves pel·lícules del període van consistir en relats fluids i enginyosos, comèdies sentimentals i embolics de personatges en trames de complexa resolució.
Els seus relats estaven inclinats cap al costat social i en alguna mesura crític, amb un retrat de personatges marginals que buscaven un lloc en la societat. Després migraria cap a una altra mena de personatges, d'un altre estatus social, amb una altra classe de conflictes a resoldre.
Luis César Amadori també va estar encarregat de dirigir el doblatge de diverses pel·lícules animades que la Disney va encarregar a l'Argentina Sono Film. Va estar a càrrec alguns anys després, de dirigir el doblatge de Pinotxo (1940), Fantasia (1941), Dumbo (1942) i Bambi (1943).
En 1940 Amadori es convertia en director de l'Argentina Sono Film, estudis dels quals després arribaria a posseir més del 50% de les accions, cap a fins dels anys cinquanta. Per la seva simpatia amb el peronisme, es va exiliar a Espanya en 1956 amb la caiguda de la democràcia.
Un cas molt curiós en la història de la Sono Film, és el del director de fotografia John Alton. De nacionalitat hongaresa, Alton va arribar a l'Argentina de la mà de Enrique Telémaco Susini, per a treballar en els estudis Lumiton, no obstant això, després de Los tres berretinesAlton va tenir diferències amb el grup i no va treballar més amb ells. Per a la Sono va treballar al costat de diversos directors com Luis Moglia Barth, Sóficci i Amadori, incloent-hi Amalia (1936), El pobre Pérez (1937) i Cadetes de San Martín (1937), entre d'altres. Cap al final de la dècada, va tornar a Hollywood on es va fer famós anys més tard pel seu treball en clàssics del cinema negre i va guanyar el Premi Oscar per An American in Paris (1951) de Vincente Minnelli.
Luis Saslavsky va treballar per a la Sono Film, va ser convocat per a dirigir a Llibertat Lamarque en un dels més recordats melodrames:
Puerta cerrada (1939), n aquest film John Alton va fer la fotografia i, segons algunes fonts, va participar de la direcció del film. Saslavsky també va dirigir a Pepe Arias, en El Loco Serenata (1939). El seu estil va saber combinar un cinema d'entreteniment amb una cerca estètica nova.
En 1949 per pressió del govern sobre els segells per als quals havia treballat Saslavsky, un conegut opositor peronista, no va tenir cap proposta per a dirigir, per la qual cosa després d'una gestió inútil de Daniel Tinayre davant Raúl Apold va marxar 15 anys a l'exili.
Luis Saslavsky al costat de Alberto de Zavalía va fundar SIFAL, una productora independent que va produir dos films: Crimen a las tres (1934) i Escala en la ciudad (1935).
Alberto de Zavalía també va treballar per a la Sono, dirigint Dama de compañía (1940) amb Olinda Bozán, i La vida de Carlos Gardel (1939), un drama musical amb Hugo del Carril com a Carlos Gardel. Intel·lectual, culte i refinat es va convertir en un dels realitzadors esteticistes en els començaments del cinema sonor. La temàtica de les seves pel·lícules oscil·la entre l'històric, el popular, i algunes comèdies, gèneres que sempre va realitzar amb dedicació i ofici.
Un altre director que es va exercir en l'àmbit de ASF va ser Orestes Caviglia qui havia començat actuant, també per a la Sono, sota la direcció de Luis Moglia Barth, Sóffici i Amadori. En 1938 va dirigir el seu primer film, Con las alas rotas, amb Mecha Ortiz i Ángel Magaña. Després va dirigir El matrero (1939) amb Amelia Bence, encara amb la companyia i després va dirigir altres pel·lícules sense molt d'èxit. Durant el govern peronista va haver d'exiliar-se. Va retornar en 1956, però només va tornar al cinema com a actor.
El xilè Carlos Borcosque va ser convocat per la Sono en 1939 per a dirigir Alas de mi patria, amb Enrique Muiño i Delia Garcés, que segons alguns autors va constituir la més important i espectacular realització del cinema argentí, almenys fins als anys vuitanta. El famós artista Raúl Soldi va ser director d'art en aquesta producció, així com ho va ser de la gran majoria dels films de la Sono durant aquest període. També Alberto Etchebehere, director de fotografia, va estar a càrrec de la mateixa en aquest film, així com en molts altres de la productora, des dels començaments, amb Tango!. Borcosque també va dirigir ...Y mañana serán hombres, un drama de to familiar de 1939.
En 1955 instaurada la dictadura autodenominada Revolució Alliberadora Lucas i Atilio Mentasti, propietaris de l'Argentina Sono Films, van ser arrestats.

### Etapa Teleinde-Sonotex
A partir dels anys 1970, les instal·lacions van ser utilitzades per a la producció televisiva. L'empresa peruana Panamericana Televisión de la família Delgado Parker, estretament vinculada amb Goar Mestre, adquireix els estudis per a crear en ells una filial i coproduir telenovel·la amb la seva casa matriu al Perú. Allí es van produir entre altres:: Nino amb Enzo Viena i Gloria María Ureta, Mi dulce enamorada amb Regina Alcover i Guillermo Bredeston, Papá corazón amb Andrea Del Boca i Norberto Suárez. AAl seu torn en 1980, Mestre en societat amb la família Macri, va establir-hi Televisión Independiente S.A. (Teleinde). Més tard en 1990, el productor Raúl Lecouna es va fer càrrec de l'empresa, que va passar a dir-se Estudis Sonotex.
Durant la dècada de 1980 i de 1990, van ser realitzades en aquests estudis diverses telenovel·les com Amo y señor, El infiel, Amándote, Celeste, Antonella, Perla negra, Celeste siempre Celeste, Muñeca brava, etc.
A fins dels anys 1990 van ser adquirits per Telefe, als qui pertanyen actualment. Des de 1994 gran part de les produccions d'aquest canal han estat gravades o transmeses des d'aquestes dependències. També s'han realitzat aquí diverses edicions de la versió argentina del reality show Gran Hermano.

### El final de la productora
A la fi dels anys 1990, només quedaven de l'empresa el nom i algunes oficines. Una part de la productora, que fins i tot pertanyia a la família Mentasti, va ser adquirida pel productor Luis A. Scalella, amb la idea de reprendre la realització de pel·lícules humorístiques de l'estil de les quals feia la companyia en la dècada de 1980 i donar-li vida una altra vegada al segell. Va adquirir equips de filmació d'última tecnologia, va mudar les seves oficines del centre de Buenos Aires (Lavalle 1860) al barri de Belgrano (Echeverría 840/870), i allí al costat de les seves oficines va instal·lar un modern estudi, que habitualment lloga a diversos programes del mitjà local i també s'usa per als seus films. Actualment produeix 1 o 2 pel·lícules a l'any.